# Qingzhou
Qingzhou (chinesisch 青州市, Pinyin Qīngzhōu Shì) ist eine kreisfreie Stadt mit 940.355 Einwohnern (Stand: Zensus 2010) und einer Fläche von 1.561 km² in der ostchinesischen Provinz Shandong der Volksrepublik China. Sie gehört zum Verwaltungsgebiet der bezirksfreien Stadt Weifang. In früheren Zeiten war sie der Hauptort der Provinz Shandong. In Qingzhou wird Hochchinesisch gesprochen.
Qingzhou wurde am 30. März 1986 gegründet, nachdem durch einen Beschluss des Staatsrates vom 11. März 1986 der Kreis Yidu (益都县) aufgelöst worden war. Das Verwaltungsgebiet der kreisfreien Stadt entspricht genau dem des ehemaligen Kreises Yidu.

## Administrative Gliederung
Nach der Gemeindegebietsreform des Jahres 2007 setzt sich Qingzhou auf Gemeindeebene noch aus drei Straßenvierteln und neun Großgemeinden zusammen. Diese sind:
- Straßenviertel Wangfu (王府街道), über 110.000 Einwohner, Zentrum, Sitz der Stadtregierung;
- Straßenviertel Yidu (益都街道);
- Straßenviertel Yunmenshan (云门山街道), 55,76 km², 83.000 Einwohner;
- Großgemeinde Mihe (弥河镇);
- Großgemeinde Wangfen (王坟镇), 229,6 km²;
- Großgemeinde Miaozi (庙子镇);
- Großgemeinde Shaozhuang (邵庄镇);
- Großgemeinde Gaoliu (高柳镇);
- Großgemeinde Heguan (何官镇);
- Großgemeinde Dongxia (东夏镇);
- Großgemeinde Tanfang (谭坊镇);
- Großgemeinde Huanglou (黄楼镇), 78,77 km², 64.000 Einwohner.

## Museum
Im Jahre 1996 wurden in Qingzhou über 200 Buddhastatuen in einem Versteck entdeckt. Diese waren in der Zeit des Kaisers Song Huizong aus der Song-Dynastie verborgen worden. Der Kaiser war ein Förderer des Daoismus und verfolgte den Buddhismus. Ein Großteil der gefundenen Objekte sind im Qingzhou Museum ausgestellt.

## Industrieunfall
In der Nacht vom 29. auf den 30. März 2019 kam es aufgrund eines Gaslecks in der Yongli-Perlitfabrik in Qingzhou zu einer Explosion bei der mindestens 5 Menschen zu Tode kamen.